# Эмсис, Индулис
Индулис Эмсис (латыш. Indulis Emsis; род. 2 января 1952, Салацгрива) — латвийский государственный деятель.
По основному образованию биолог. Многократный министр среды Латвии и многолетний (до 2008 года) сопредседатель Латвийской Зелёной партии, премьер-министр Латвии в 2004 году (первый в Латвии премьер — представитель «зелёной» партии), председатель Сейма Латвии в 2006—2007 годах (ушёл в отставку после того, как против него был начат уголовный процесс по обвинению его в даче ложных показаний по делу о возможных коррупционных связях мэра города Вентспилса Айвара Лембергса). В 2000 году награждён Орденом Трёх Звёзд. В 2005 году награждён медалью Балтийской ассамблеи